# Hubert Daviz
Hubert Daviz (auch Hub Deezy) (* 1981 in der Nähe von Timișoara, Rumänien; bürgerlich Roberto Perian) ist ein Musiker und Hip-Hop-Produzent aus Köln.

## Leben
Im Alter von fünf Jahren zog Daviz von Rumänien nach Deutschland. Seine ersten Veröffentlichung erscheint 2007 auf Beatnicks Vol.1 – Yessir, während er durch UpMyAlley vertreten wird.
Im Jahr 2010 veröffentlichte er auf dem Kölner Label Melting Pot Music sein erstes Album Proceduri De Rutina. Im Folgejahr erschien, in Zusammenarbeit mit DJ Hulk Hodn, ein weiteres Hip-Hop-Instrumental-Album unter dem Namen Kaseta über entbs/Rough Trade Records. Darüber hinaus war Daviz in den letzten Jahren an verschiedenen Produktionen als Produzent beteiligt, unter anderem 2010 bei dem Album Der Eiserne Besen  von Morlockk Dilemma. 
Im Jahre 2015 veröffentlichte Hubert Daviz das Album "framework", bei welchem es sich um eine Zusammenstellung aus verschiedenen bereits veröffentlichten aber ebenfalls auch einer Menge unveröffentlichten Beats handelt. Des Weiteren ist Daviz ein Teil des Cota-Kollektivs, welches sich aus vielen Produzenten und einigen Rappern zusammensetzt. "Cota" steht für Carrying Owls to Athens.
Zusammen mit Wun Two veröffentlicht Daviz 2017 und 2018 die beiden LPs Paseadero und Vapowavez.
2021 gründet Hubert Daviz zusammen mit Anthony Drawn Casual Low Grind als Sub-Label von Sichtexot.

## Diskografie

### Alben
- 2010: Proceduri De Rutina (LP, Melting Pot Music)
- 2011: Kaseta (2xLP, CD, entbs), mit Hulk Hodn
- 2015: Framework (LP, HHV)
- 2017: Paseadero (HHV, Backstein Ru’let), mit Wun Two
- 2018: Momentum (HHV, Backstein Ru’let)
- 2018: Vapowavez (HHV, Backstein Ru’let), mit Wun Two
- 2022: A Diezel Odyssey / The Replacement Service Tape (Sichtexot, Casual Low Grind)
- 2025: a season, fragments replace (Casual Low Grind)

### EPs
- 2015: Beatnicks Tape Files (UpMyAlley)
- 2016: Another Backstein Invazion #01 (HHV, Backstein Ru’let)
- 2016: Another Backstein Invazion #02 (HHV, Backstein Ru’let)
- 2016: Another Backstein Invazion #03 (HHV, Backstein Ru’let)
- 2016: Another Backstein Invazion #04 (HHV, Backstein Ru’let)
- 2018: Diezel EP (HHV, Backstein Ru’let)
- 2019: Teñido (Sichtexot)
- 2020: Sichtexotica V (Sichtexot)

### Kompilation-Beiträge
- 2007: Beatnicks Vol.1 – Yessir (LP, Up My Alley)
- 2008: Beatnicks Vol.2 – Smutcut (LP, Up My Alley)
- 2010: Puzzles – Rollikadat (LP, Augenringe Unter Dem Dritten Auge Records)
- 2011: Beatpower – Rollikadat (2xLP, Augenringe Unter Dem Dritten Auge Records)

### Produktionen
- 2009: Retrogott und Hulk Hodn – Zitate – Montblanc (EP, entbs)
- 2010: Morlockk Dilemma – Der Eiserne Besen – Die Farbe Schlecht, (CD, Spoken View)
- 2010: Shuanise – Kingdom / Catch / Commotion – Catch (7", Eglo Records)
- 2012: DJ Adlib – Hi-Hat Club (Vol. 6):  Haus Und Garten – Uschi (LP, Melting Pot Music)
- 2014: Hubert Daviz & Der Retrogott – Kokain Airlines (EP, entbs)